# Asura strigata
Asura strigata là một loài bướm đêm thuộc phân họ Arctiinae, họ Erebidae.